# Erythrolamprus pyburni
Erythrolamprus pyburni là một loài rắn trong họ Rắn nước. Loài này được Markezich & Dixon mô tả khoa học đầu tiên năm 1979.